# Condado de Caldwell (Kentucky)
El condado de Caldwell (en inglés: Caldwell County) es un condado en el estado estadounidense de Kentucky. En el censo de 2000 el condado tenía una población de 13.060 habitantes. La sede de condado es Princeton. El condado fue formado en 1809 a partir de una porción del condado de Livingston. Fue nombrado en honor a John Caldwell, el segundo Vicegobernador de Kentucky.

## Geografía
Según la Oficina del Censo, la superficie total del condado es de 901 km² (348 sq mi), de la cual 899 km² (347 sq mi) es tierra y 2 km² (1 sq mi) (0,34%) es agua.

### Condados adyacentes
- Condado de Webster (noreste)
- Condado de Hopkins (noreste)
- Condado de Christian (sureste)
- Condado de Trigg (sur)
- Condado de Lyon (suroeste)
- Condado de Crittenden (noroeste)

## Demografía
En el  censo de 2000, hubo 13.060 personas, 5.431 hogares y 3.801 familias residiendo en el condado. La densidad poblacional era de 38 personas por milla cuadrada (15/km²). En el 2000 había 6.126 unidades unifamiliares en una densidad de 18 por milla cuadrada (6,9/km²). La demografía del condado era de 93,89% blancos, 4,81% afroamericanos, 0,15% amerindios, 0,16% asiáticos, 0,01% isleños del Pacífico, 0,39% de otras razas y 0,60% de dos o más razas. 0,61% de la población era de origen hispano o latino de cualquier raza. 
La renta promedio para un hogar del condado era de $28.686 y el ingreso promedio para una familia era de $35.258. En 2000 los hombres tenían un ingreso medio de $31.475 versus $20.390 para las mujeres. La renta per cápita para el condado era de $16.264 y el 15,90% de la población estaba bajo el umbral de pobreza nacional.

## Ciudades y pueblos
- Dawson Springs
- Fredonia
- Princeton